# Bọ mẩy hôi
Bọ mẩy hôi hay ngọc nữ hôi (danh pháp Clerodendrum bungei) là một loài thực vật có hoa trong họ Hoa môi. Loài này được Steud. mô tả khoa học đầu tiên năm 1840.

## Hình ảnh

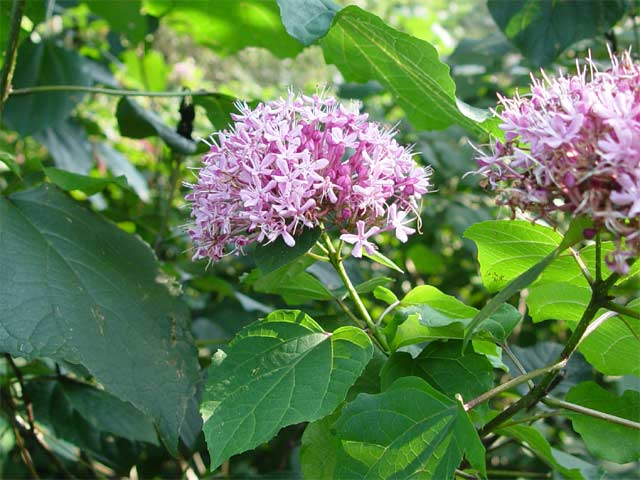
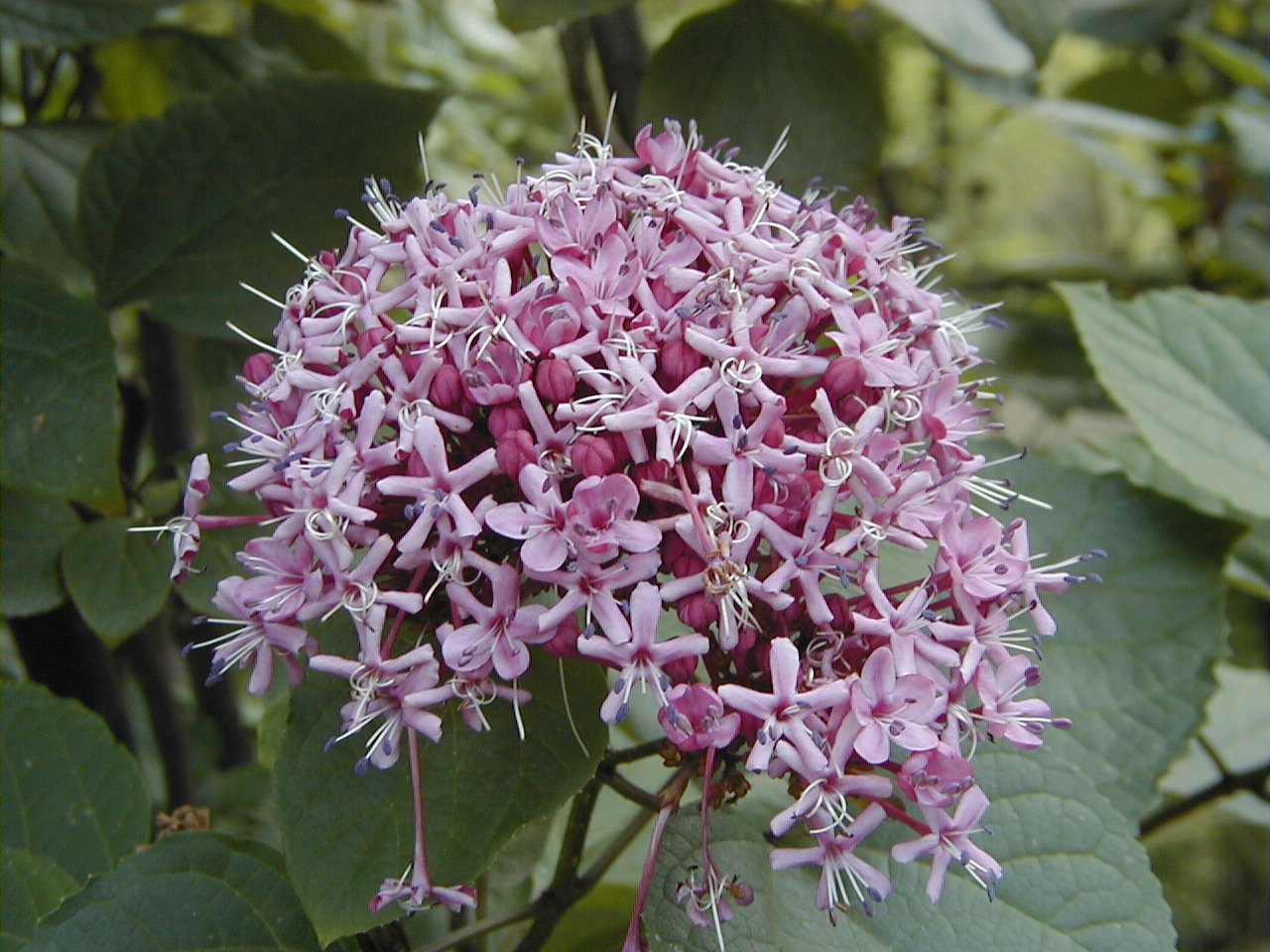
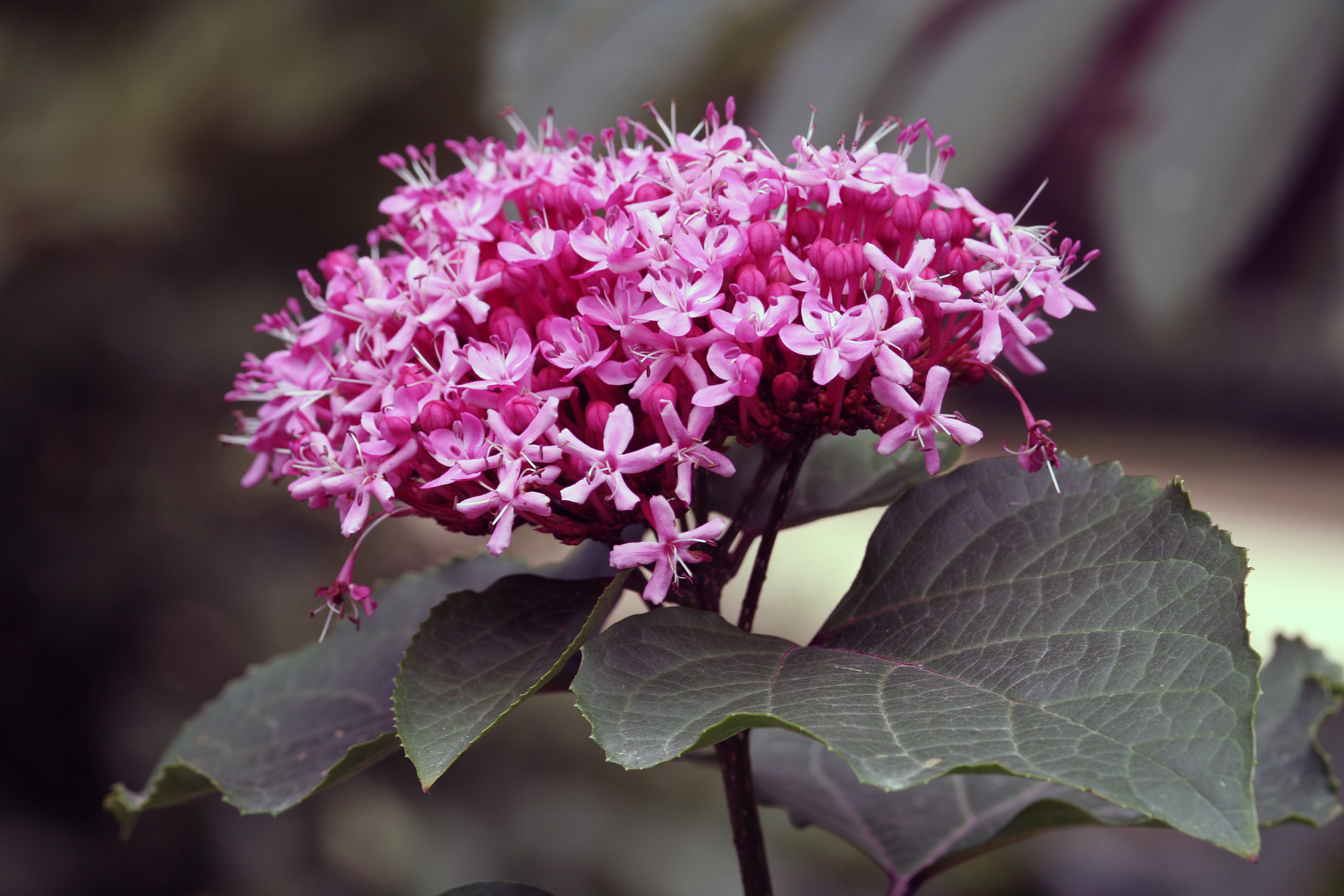
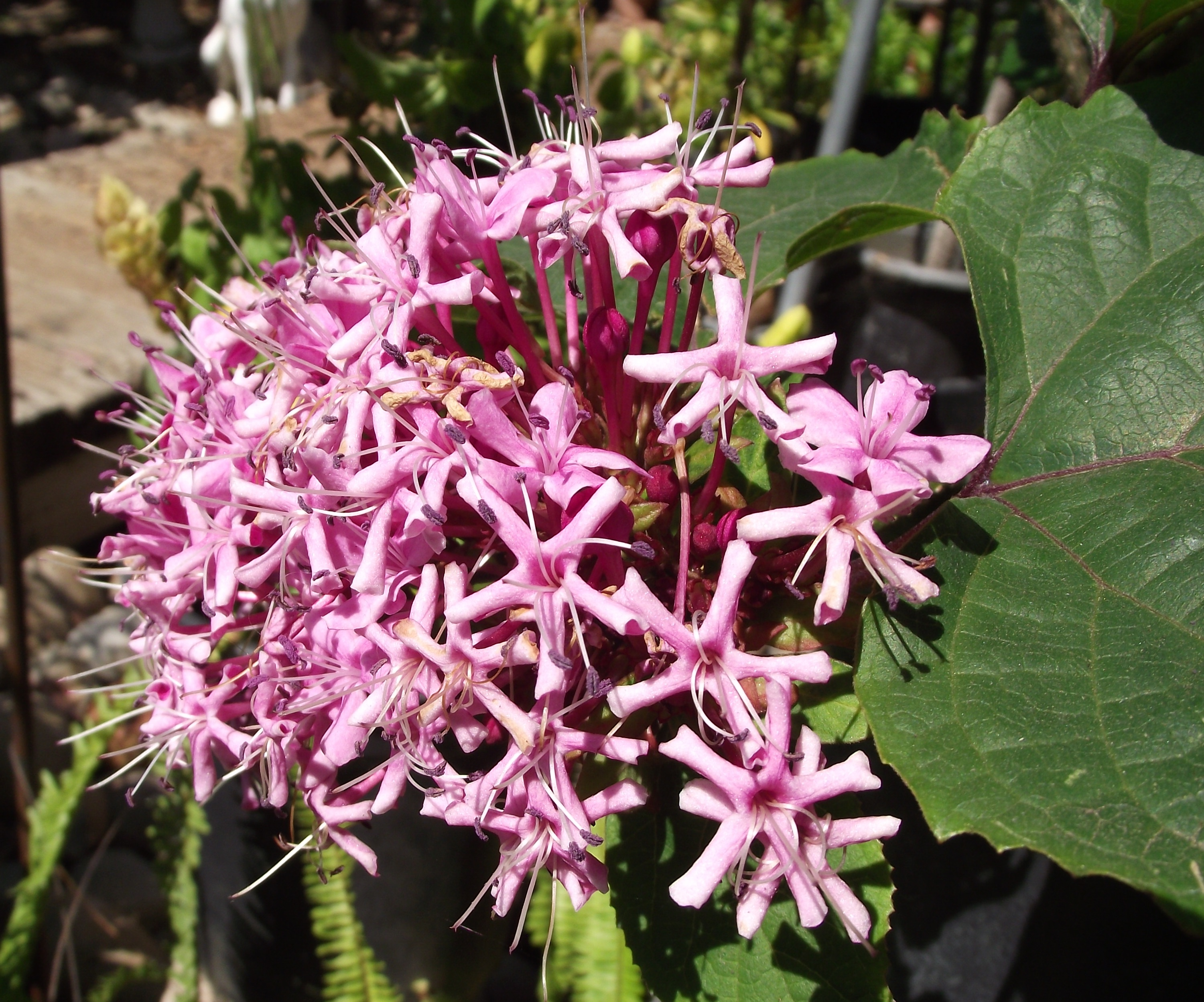